# Meighan Simmons
Meighan Simmons   (Fayetteville, 25 de gener de 1992) és una jugadora de bàsquet estatunidenca professional. Mesura 1,75 m. d'alçària i juga en la posició d'escorta.
Es va formar als Tennessee Lady Vols, on amb una mitjana de 6,5 punts, 2,7 rebots i 2,7 assistències va ser triada en el lloc número 26 del Draft de la WNBA del 2014 per New York Liberty. Abans de debutar va ser traspassada a l'Atlanta Dream, on va jugar dues temporades. La temporada 2014-15 va fer el salt a Europa, fitxant per l'ICIM Arad romanès, per passar a jugar la temporada següent a l'Umbertide italià. Després va jugar l'Euroleague Women amb el Wisla Crackòvia de Polònia. La temporada 2017-18 va jugar a Rússia, amb l'Sparta&K Moscow Region Vidnoje aconseguint una mitjana de 12 punts per partit. La temporada 2018-19 va fitxar per l'Snatt's Femení Sant Adrià de la lliga espanyola.